# Nationalstadiontragedin i Lima 1964

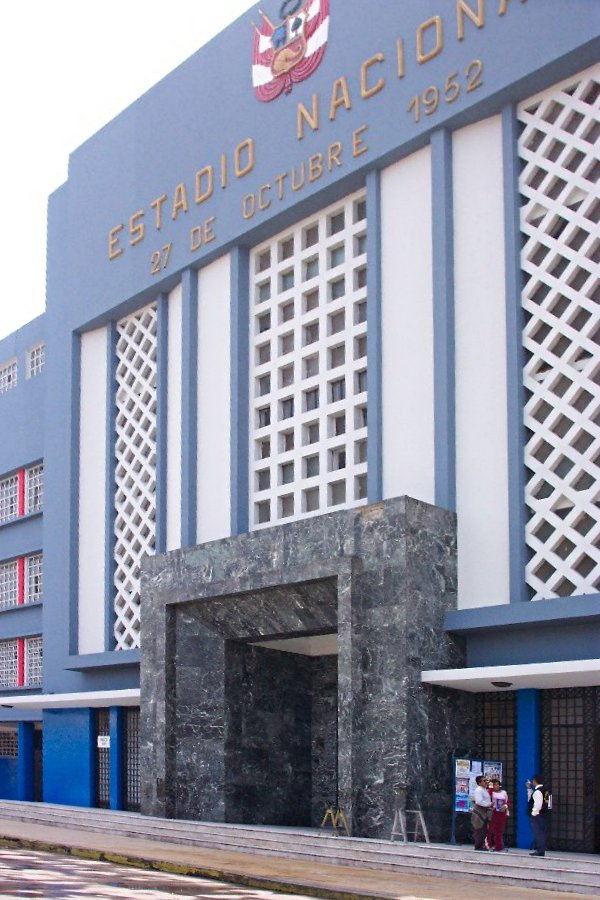
Västra ingången

Nationalstadiontragedin i Lima 1964 (spanska: Tragedia del Estadio Nacional del Perú) inträffade den 24 maj 1964, och är en av de största publikkatastroferna i fotbollens historia.
Matchen, som spelades mellan Peru och Argentina, spelades på ett fullpackat Nationalstadion. Matchen gällde kvalificering för den olympiska fotbollsturneringen i Tokyo samma år. Argentina vann med 1-0, sedan ett mål som Peru gjorde dömts bort. Hemmapubliken blev då sur och började agera våldsamt. Polisen sköt med tårgas mot norra ståplats. Stadionportarna stängdes. 318 personer dödades, många av kvävning, då de rustade mot utgångarna. Ute på gatan förstördes privat egendom runt arenan.
Efter katastrofen beslutades att minska publikkapaciteten till max 42 000 åskådare.

### Fotnoter
1. ↑  ”Football's worst tragedies”. BBC News. 12 april 2001. http://news.bbc.co.uk/sport2/hi/football/1273347.stm.
2. ↑  ”Aniversario 45 de la tragedia en el Estadio Nacional de Lima”. rpp.com.pe. http://www.rpp.com.pe/2009-05-24-aniversario-45-de-la-tragedia-en-el-estadio-nacional-de-lima-noticia_183306.html. Läst 17 september 2009.